# Bertrancourt
Bertrancourt – miejscowość i gmina we Francji, w regionie Hauts-de-France, w departamencie Somma.
Według danych na rok 2011 gminę zamieszkiwało 208 osób, a gęstość zaludnienia wynosiła 34 osoby/km² (wśród 2293 gmin Pikardii Bertrancourt plasuje się na 797. miejscu pod względem liczby ludności, natomiast pod względem powierzchni na miejscu 778.).